# 盖莱当
盖莱当（法語：Guerlédan，法語發音：[ɡɛʁledɑ̃]）是法国阿摩尔滨海省的一个市镇，位于该省南部，属于甘冈区。

## 地名
该市镇得名于同名人工湖。

## 历史
盖莱当成立于2017年1月1日，由以下两个市镇合并而成：
- 布列塔尼地区米尔（Mûr-de-Bretagne）
- 圣居昂（Saint-Guen）

其中布列塔尼地区米尔为政府驻地。

## 地理
盖莱当（48°12'3.0"N, 2°59'5.0"W）面积47.75 平方千米，位于法国布列塔尼大區阿摩尔滨海省，该省份为法国西北部沿海省份，位于布列塔尼半岛北部，北濒大西洋英吉利海峡，西接菲尼斯泰尔省，南至莫尔比昂省，东临伊勒-维莱讷省。
与盖莱当接壤的市镇（或旧市镇、城区）包括：科雷勒、圣吉勒维约马尔谢、勒基利奥、圣卡拉代克、凯尔格里斯特、讷利亚克、圣艾尼昂、圣科内克。
盖莱当的时区为UTC+01:00、UTC+02:00（夏令时）。

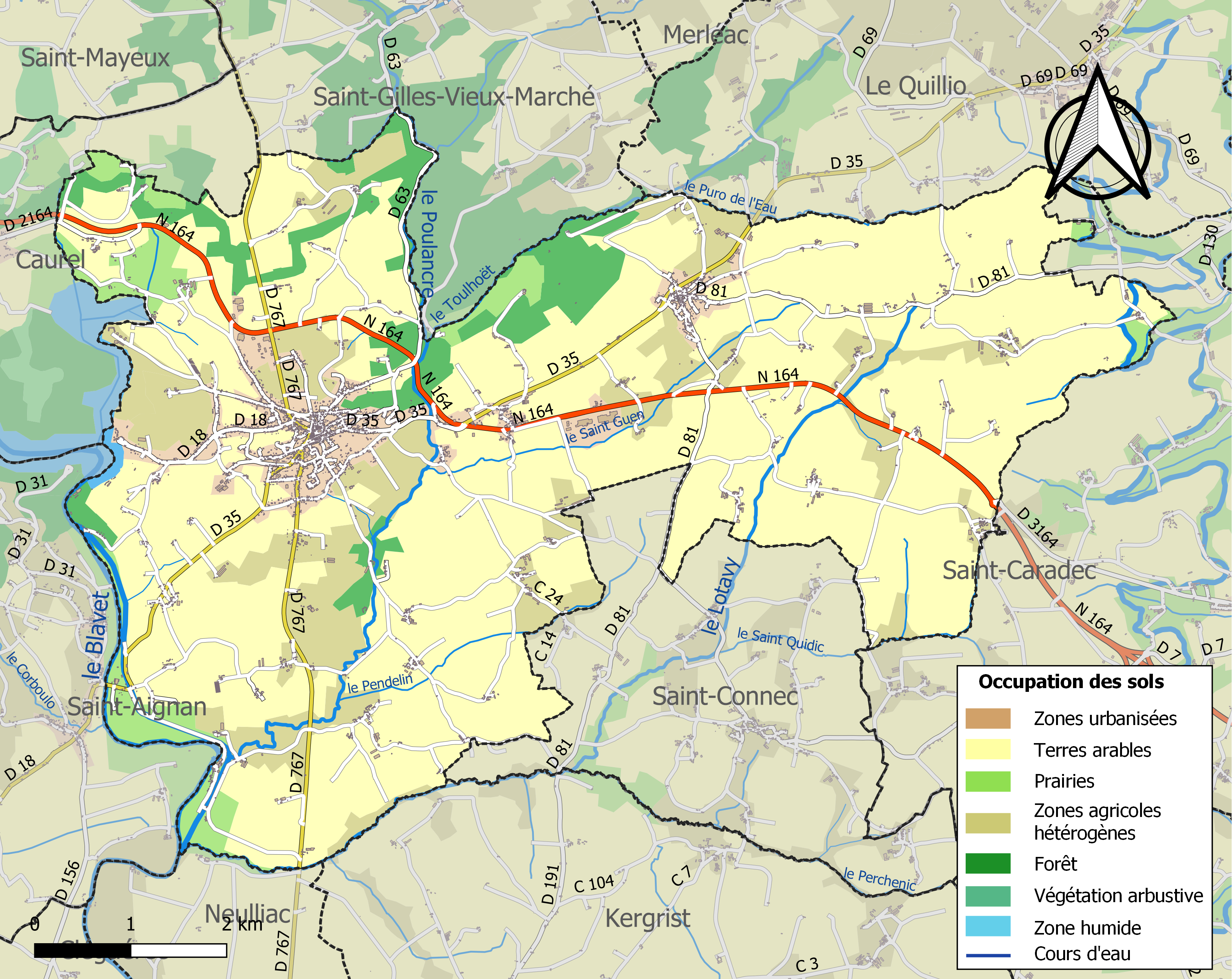
盖莱当的OSM定位图

## 行政
盖莱当的邮政编码为22530，INSEE市镇编码为22158。

## 政治
盖莱当所属的省级选区为盖莱当县。

## 人口
盖莱当于2022年1月1日时的人口数量为2528人。